# Колица за куповину
Колица за куповину су колица која се користе у разним продавницама, а нарочито у супермаркетима. Колица за куповину се користе како би муштерије могле да превезу производе које желе да купе. Муштерије могу користити ова колица како би пренели производе до излазне касе, али такође могу производе превести до свог аутомобила.
У многим супермаркетима муштерије могу да оставе колица за куповину на паркингу, а за превоз колица до места за њихово држање су задужени радници супермаркета. У неким европским и канадским супермаркетима муштерије су мотивисане да врате колица на своје место због тога што ће добити новчић за то.

## Конструкција
Већина савремених колица за куповину су израђена од метала или од комбинације метала и пластике. Колица су конструисана тако да се једна могу угурати у друга, што штеди време при транспортовању више колица и штеди простор на месту где је предвиђено њихово чување.
Колица за куповину се израђују у разним величинама. У већим колицима може постојати одвојен мањи део за дете (или за два детета) и већи део за производе.
За особе које имају проблеме при кретању или су потпуно непокретни, конструисана су моторизована колица за куповину, која у свом саставу имају корпе у којима се производи налазе за време куповине.
За родитеље су конструисана посебна колица која у свом саставу имају мали ауто од пластике, у који могу ући деца, док се изнад аута од пластике налази корпа за производе.
Колица за куповину обично имају четири точка. Ако се један точак заглави, колица постају јако тешка за управљање, те су због тога многи супермаркети од произвођача затражили да при производњи колица поставе точкове који се окрећу, што омогућава лакше управљање колицима.